# Of Montreal
O of Montreal é uma banda/coletivo americano de indie pop. Fundada em 1996 pelo vocalista, multi-instrumentista e produtor Kevin Barnes, na cidade de Athens/Geórgia, esteve entre a segunda onda de grupos que emergiram do coletivo de música alternativa The Elephant 6 Recording Co, famoso por revelar bandas como Neutral Milk Hotel, The Olivia Tremor Control e The Apples in Stereo.
Com uma extensa discografia marcada por diversas formações e mudanças musicais (indo do pop sessentista ao pop psicodélico com toques de funk e R&B, passando pelo eletropop, EDM, vaporwave, folk rock, entre outros), o grupo segue na ativa até os dias de hoje, atualmente caracterizando-se como um projeto solo de Barnes que compõe, grava e produz seus discos sob o nome "of Montreal".
Alcançou o seu ápice de popularidade e sucesso comercial em 2007, com o disco "Hissing Fauna, Are You the Destroyer?", e segue desde então como um dos grandes nomes da música indie e neo-psicodélica americana, percorrendo os Estados Unidos e o mundo com suas apresentações coloridas e dançantes, repletas de elementos visuais psicodélicos e surrealistas, tendo já passado pelo Brasil em 2010, 2012 e 2018.

## Discografia

### Álbuns de estúdio
- 1997 "Cherry Peel" (Bar/None Records)
- 1998 "The Bedside Drama: A Petite Tragedy" (Kindercore)
- 1999 "The Gay Parade" (Bar/None Records)
- 2001 "Coquelicot Asleep in the Poppies: A Variety of Whimsical Verse" (Kindercore)
- 2002 "Aldhils Arboretum" (Kindercore)
- 2004 "Satanic Panic in the Attic" (Polyvinyl)
- 2005 "The Sunlandic Twins" (Polyvinyl)
- 2007 "Hissing Fauna, Are You the Destroyer?" (Polyvinyl)
- 2008 "Skeletal Lamping" (Polyvinyl)
- 2010 "False Priest" (Polyvinyl)
- 2012 "Paralytic Stalks" (Polyvinyl)
- 2013 "Lousy with Sylvianbriar" (Polyvinyl)
- 2015 "Aureate Gloom" (Polyvinyl)
- 2016 "Innocence Reaches" (Polyvinyl)
- 2018 "White Is Relic/Irrealis Mood" (Polyvinyl)
- 2020 "UR FUN" (Polyvinyl)
- 2021 "I Feel Safe with You, Trash" (Sybaritic Peer)
- 2022 "Freewave Lucifer f<ck f^ck f>ck" (Polyvinyl)
- 2024 "Lady On the Cusp" (Polyvinyl)

### EPs
- 1997 "The Bird Who Ate the Rabbit's Flower" (Kindercore)
- 1999 "The Bird Who Continues to Eat the Rabbit's Flower" (Kindercore)
- 2003 "A Pollinaire Rave" (Independente)
- 2006 "Deflated Chime, Foals Slightly Flower Sibylline Responses" (Polyvinyl)
- 2007 "Icons, Abstract Thee" (Polyvinyl)
- 2009 "An Eluardian Instance (Jon Brion Remixes EP)" (Polyvinyl)
- 2011 "thecontrollersphere" (Polyvinyl)
- 2017 "Rune Husk" (Sybaritic Peer)
- 2020 "Epiphyte Aporia" (Independente)

### Compilações
- 2000 "Horse & Elephant Eatery (No Elephants Allowed): The Singles and Songles Album" (Bar/None Records)
- 2001 "The Early Four Track Recordings" (Kindercore)
- 2001 "An Introduction to of Montreal" (Earworm Records)
- 2003 "If He Is Protecting Our Nation, Then Who Will Protect Big Oil, Our Children?" (Track & Field)
- 2004 "The Gladiator Nightstick Collection" (Devil in the Woods)
- 2006 "Satanic Twins" (Polyvinyl)
- 2010 "Ambivalent Stumbling Hysterical Dispatches, Strictly in Unisex" (Polyvinyl)
- 2012 "Daughter of Cloud" (Polyvinyl)
- 2013 "Young Froth/Taypiss" (Polyvinyl)
- 2020 "Mulesilk Clickmeat Vol. 1" (Independente)

### Ao vivo
- 2015 "Snare Lustrous Doomings" (Polyvinyl)

### Singles
- 1998 "Nicki Lighthouse" (7", 100 Guitar Mania)
- 1999 "Happy Happy Birthday to Me Singles Club: November" (7", Happy Happy Birthday to Me Records)
- 1999 "The Problem with April/True Friends Don't Want to Do Things Like That" (7'', Kindercore)
- 2000 "Archibald of the Balding Sparrows" (7", Kindercore, lado B por Marshmallow Coast)
- 2001 "Kindercore Singles Club: September" (7", Kindercore, lado B por The Ladybug Transistor)
- 2001 "Sebastian Whiskey 16" (7", Jonathan Whiskey, lado B por The Late B.P. Helium)
- 2003 "Jennifer Louise" (7", Track & Field)
- 2004 "I Was a Landscape in Your Dream" (7", Harvest Time Recordings)
- 2006 "Microuniversity" (7", Park the Van)
- 2006 "Voltaic Crusher/Undrum to Muted Da" (7", Suicide Squeeze Records)
- 2006 "She's a Rejecter" (CD/7", Polyvinyl)
- 2007 "Heimdalsgate Like a Promethean Curse" (CD, Polyvinyl)
- 2007 "Suffer for Fashion" (CD, Polyvinyl)
- 2007 "Faberge Falls for Shuggie/She's a Rejecter" (12'', Polyvinyl)
- 2007 "Gender Mutiny" (7", Polyvinyl)
- 2008 "Id Engager" (CD/7''/12'', Polyvinyl)
- 2008 "Cause We Were Virgins to Your Kisses" (7'' + DVD-V, Heartfast)
- 2008 "For Our Elegant Caste" (CD/7'', Polyvinyl)
- 2008 "Id Engager (Mad Decent Remixes)" (12'', Mad Decent)
- 2009 "Wet Butcher's Fist/A Grave in the Gravel" (7'', Happy Happy Birthday to Me Records, lado B por James Husband)
- 2010 "The Past Is a Grotesque Animal" (12'', Polyvinyl)
- 2011 "Expecting to Fly/London Zoo" (7'', Splendour, lado B por Casiokids)
- 2012 "Domestic Drummer" (Flexi-disc, Joyful Noise Recordings)
- 2012 "Stygian x} Bisection" (7'', Polyvinyl, lado A por Deerhoof)
- 2014 "Jigsaw Puzzle" (7'', Polyvinyl)
- 2014 "Empyrean Abattoir" (7'', Joyful Noise Recordings)
- 2015 "Chinese Rocks" (7'', Polyvinyl)
- 2015 "Pariah Conscience/Widowsucking" (7'', Polyvinyl)
- 2015 "She Courts Calamities" (7'', Joyful Noise Recordings)
- 2015 "Our Blessing from Ra" (Flexi-disc, Joyful Noise Recordings, como Arousal)
- 2016 "Almost Live: of Montreal 'Empyrean Abattoir'" (7'', Joyful Noise Recordings)
- 2016 "Computer Blue" (7'', Joyful Noise Recordings)

### Documentário
- 2014 "The Past Is a Grotesque Animal" (DVD/digital, Oscilloscope)

## Vídeos musicais
| Ano  | Faixa                                         | Diretor                               | Álbum                                   |
| ---- | --------------------------------------------- | ------------------------------------- | --------------------------------------- |
| 2004 | “Disconect the Dots”                          | Nick Canada                           | "Satanic Panic in the Attic"            |
| 2005 | "So Begins Our Alabee"                        | Ryan Sterritt                         | "The Sunlandic Twins"                   |
| 2005 | “Requiem for O.M.M.2”                         | Kirby McClure & Julia Grigorian       | "The Sunlandic Twins"                   |
| 2006 | “Wraith Pinned to the Mist (and Other Games)” | Lauren Gregg & Craig Sheldon          | "The Sunlandic Twins"                   |
| 2007 | "Heimdalsgate Like a Promethean Curse"        | The Brothers Chaps                    | “Hissing Fauna, Are You the Destroyer?” |
| 2007 | "Suffer for Fashion"                          | Sigrid Astrup                         | “Hissing Fauna, Are You the Destroyer?” |
| 2007 | "Gronlandic Edit"                             | David Barnes & Nico Danger            | “Hissing Fauna, Are You the Destroyer?” |
| 2008 | "Id Engager"                                  | Marc Reisbig & Hanne Berkaak          | "Skeletal Lamping"                      |
| 2009 | "Mingusings"                                  | Nick Ghould                           | "Skeletal Lamping"                      |
| 2009 | "An Eluardian Instance"                       | Jesse Ewles                           | "Skeletal Lamping"                      |
| 2010 | "Coquet Coquette"                             | Jason Miller                          | "False Priest"                          |
| 2010 | "Famine Affair"                               | Nina Barnes & Jason Miller            | "False Priest"                          |
| 2011 | "L'age D'or"                                  | Nina Barnes                           | "thecontrollersphere"                   |
| 2012 | "Spiteful Intervention"                       | Jesse Ewles                           | "Paralytic Stalks"                      |
| 2012 | "Sails, Hermaphroditic"                       | Kevin & Nina Barnes                   | "Daughter of Cloud"                     |
| 2012 | "Feminine Effects"                            | Nina Barnes                           | "Daughter of Cloud"                     |
| 2013 | "Fugitive Air"                                | Nina Barnes                           | "Lousy with Sylvianbriar"               |
| 2014 | "She Ain't Speaking Now"                      | Nina Barnes & Eddie Whelan            | "Lousy with Sylvianbriar"               |
| 2015 | "Bassem Sabry"                                | Ben Rouse                             | "Aureate Gloom"                         |
| 2015 | "Last Rites at the Jane Hotel"                | Matthew Cooper                        | "Aureate Gloom"                         |
| 2016 | "It's Different for Girls"                    | Stephen Winter                        | "Innocence Reaches"                     |
| 2016 | "Let's Relate"                                | Ben Rouse & Kevin Barnes              | "Innocence Reaches"                     |
| 2018 | "Paranoiac Intervals/Body Dysmorfia"          | Jennifer Juniper Stratford            | "White Is Relic/Irrealis Mood"          |
| 2018 | "Plateau Phase/No Careerism No Corruption"    | Christina Schneider & Clayton Richlyk | "White Is Relic/Irrealis Mood"          |
| 2020 | "Polyaneurism"                                | Clayton Richlyk                       | "UR FUN"                                |
| 2020 | "Get God's Attention by Being an Atheist"     | Christina Schneider                   | "UR FUN"                                |
| 2022 | "Marijuana's a Working Woman"                 | Madeline Babuka Black                 | "Freewave Lucifer f<ck f^ck f>ck"       |
| 2022 | "Blab Sabbath Lathe of Maiden"                | David Barnes                          | "Freewave Lucifer f<ck f^ck f>ck"       |
| 2022 | "Nightsift"                                   | David Barnes                          | "Freewave Lucifer f<ck f^ck f>ck"       |
| 2024 | "Yung Hearts Bleed Free"                      | Madeline Babuka Black                 | "Lady On the Cusp"                      |
| 2024 | "Rude Girl on Rotation"                       | Madeline Babuka Black                 | "Lady On the Cusp"                      |